# Марианская колонна на Францисканской площади
Марианская колонна на Францисканской площади — памятник архитектуры в стиле барокко, расположенный на площади перед главным входом в церковь Святого Спасителя на Францисканской площади в Братиславе .
Колонна принадлежит к множеству архитектурных памятников такого рода, построенных Габсбургами в различчных городах империи, как напоминание об их победах над протестантскими противниками. В иконографическом отношении колонна представляет собой разновидность Марианской колонны, которая с середины XVII века стала очень популярной в католической Европе. Очевидной моделью была Марианская колонна 1638 года, украшающая Марианскую площадь (Мариенплатц) в Мюнхене.

## История и архитектура
Год постройки и имя строителя колонны документально подтверждено надписью на ее основании — она была построена императором и венгерским королем Леопольдом I в 1675 году и должна была напоминать о победе Леопольда в подавлении восстания куруцев в 1670—1671 годах, стремившихся посадить на венгерский престол собственного государя. После подавления восстания последовали репрессии, в ходе которых многие повстанцы были казнены или проданы в рабство на галеры. В 1671 году на месте, где сегодня стоит колонна, был казнен один из ведущих представителей сопротивления, моравский протестантский проповедник Микулаш Драбик.
С архитектурной точки зрения Марианская колонна представляет собой относительно простую конструкцию. Он представляет собой цилиндрическую коринфскую колонну, стоящую на приподнятом четырехступенчатом постаменте. На вершине колонны, завершенной коринфской капителью, находится богато украшенная статуя Непорочной Девы Марии с младенцем Иисусом на руках. Автор статуи неизвестен.

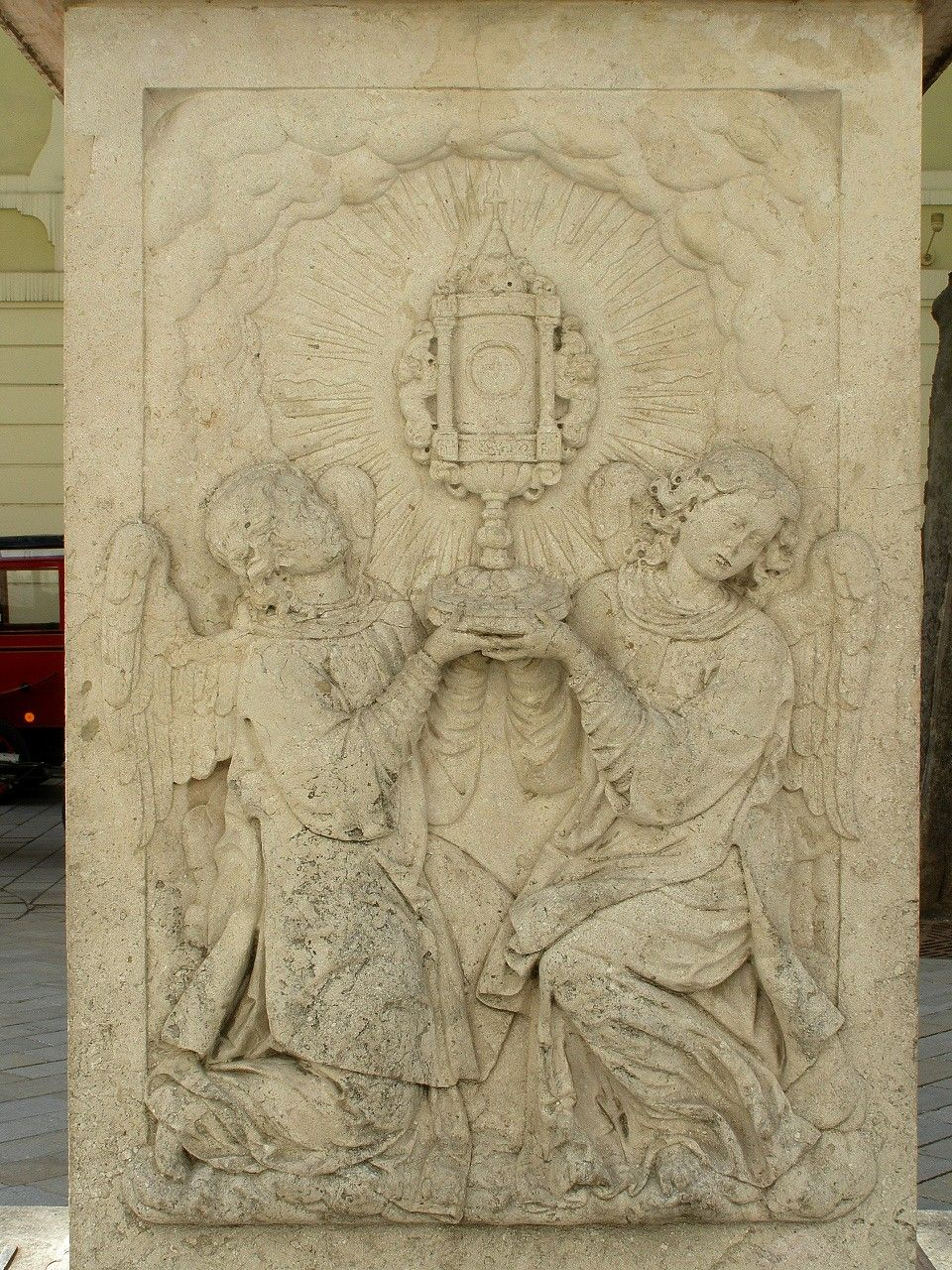
Поклонение Воинству — рельеф пары ангелов, несущих дароносицу на лицевой поверхности основания колонны.

Постамент колонны интересен с исторической и иконографической точки зрения. На задней стороне постамента рельефно изображен герб Венгерского королевства, надписи на двух сторонах провозглашают имя строителя и цель строительства (…во славу Пресвятого Спасителя, Девы Марии и искупить осквернение Евхаристии…) На лицевой стороне постамента изображен рельеф ангелов, поклоняющихся Евхаристии в дароносице.
Иконография имеет ярко выраженное контрреформационное содержание — подчеркивание победы католицизма. Даже размещение колонны перед иезуитской церковью было символическим — церковь была построена протестантами, и ее захват иезуитами в контексте событий того времени был фактически актом победы католицизма над протестантизмом.
С колонной связано еще одно интересное историческое событие. 25 июня 1741 года перед колонной остановилась коронационная процессия новой королевы Марии Терезии (внучки Леопольда I). Королева преклонила колени перед колонной и поблагодарила своего покровителя.